# ウィリアム・クレイ・フォード・ジュニア
ウィリアム・クレイ・フォード・ジュニア（William Clay Ford, Jr.、1957年5月3日 - ）は、アメリカ合衆国の実業家。世界的な自動車メーカー、フォード・モーターの創業家出身で同社の代表取締役会長を務めている。創業者ヘンリー・フォードの曾孫で1988年に取締役に就任し、1999年1月から会長に就任した 。また、フォードは2006年9月にボーイングの元幹部であるアラン・ムラーリーにその役割を引き継ぐまで、社長、CEO、COOも兼任していた。フォードはNFLチームデトロイト・ライオンズの副会長と、米墨商工会議所の会頭を務めている。彼はプリンストン大学の学士号、MITの修士号を所持している。一般的には通称のビル・フォードで知られる。

## 生い立ちと教育
フォードはミシガン州デトロイトでヘンリー・フォードとハーベイ・ファイアストーンの曾孫として生まれた。彼の父親はウィリアム・クレイ・フォード、母親はマーサ・ファイアストーンで母方の祖父母はハーベイ・S・ファイアストーン・ジュニア、エリザベス・パークである。彼の父方の祖父母はエドセル・フォードとエレノア・ロージアン・クレイであり、ヘンリー・フォード2世の息子でフォード・モーターの役員会の一員でもあるエドセル・フォード2世は彼の最年長のいとこである。フォードには3人の子供がいるマーサ・モース、同じく3人の子供がいるシーラ・ハンプ、そしてエリザベス・コンチュリスの3人の姉妹がいる。彼は曾祖父のヘンリー・フォード同様アイルランド、イングランド、ベルギーに主なルーツを持っている。
フォードは1975年にコネチカット州のホッチキス・スクールを卒業した。その後、プリンストン大学に進み105ページに及ぶ卒業論文「ヘンリー・フォードと労働、その再評価」を完成させ、1979年に歴史学の学士号を取得して卒業した 。プリンストン大学在学中、フォードはアイビークラブの会長を務め、プリンストンのラグビーチームに所属した。1984年にはマサチューセッツ工科大学スローン経営大学院のスローン・フェローで理学修士号を取得した。

## 経歴
彼は1979年にフォード・モーターに入社し、1981年の製品開発部門配属を皮切りに幹部候補の育成の場である財務部門でさまざまな役職を歴任した。 彼は製品開発の中堅幹部として数年間務め、またクライメートコントロール部門（スピンオフの一環としてビステオンとしてフォードから分離された）の責任者を務めた事もある。2000年のフォードの再編時には大型トラック事業を担当していた。

### コーポレート・ガバナンス
フォードは大型トラック事業管理の幹部職を辞めて取締役会の財務委員会の委員長に就任し、非常勤でコーポレートガバナンスの立場を担った。1998年9月に取締役会長に選ばれ、1999年1月1日に就任した。2001年10月30日、当時の最高経営責任者ジャック・ナッサーの退任に伴い、フォードは最高経営責任者（CEO）も兼任した。この人事は企業利益や株主価値の最大化を重視していたナッサーに対し、フォードは人と伝統を大切にするという企業価値観の違いを反映した物である。2006年4月にはフォードの社長にして最高執行責任者ジム・パディーラが退任し、ビル・フォードがその役割を引き継いだ。 2006年9月5日、フォードは社長とCEOを退任することを発表し、後任には元ボーイング上級幹部のアラン・ムラーリを指名した。フォードは引き続き同社の代表取締役会長を務めている。
退任時、フォードはフォーブス誌のCEO年収筆頭番付で264位にランクされており、年収は1,000万ドルであった。

### 事業展開
2000年、彼は5年後をめどにSUVを含む同社の小型トラック車両の燃費を25％向上させると発表した。
彼の指揮のもと、フォード・モーター・カンパニーは燃費向上の技術的な進歩を遂げ、市場で最も燃費の良いSUVである電気式ハイブリッドのフォード・エスケープを発売し、市街地走行で36mpg(EPA)を達成した。また、エスケープとプラットフォームを共有するマーキュリー・マリナーとマツダ・トリビュートにも電気式バイブリッドパワートレインのオプション設定を予定し、また、フォード・フュージョンやマーキュリー・ミランなど他のフォード車の次世代モデルにもハイブリッド車を設定した。フォードは2010年までに車両ラインナップの半分に先進的なハイブリッド電気パワートレインオプションを設定した上で年間25万台のハイブリッド車を生産する事を発表していたが、楽観的過ぎることが判明し中止せざるを得なかった。 フォードは燃料電池を搭載した電気パワートレインの研究や、水素を燃料とする内燃機関技術の実証、次世代のハイブリッド電気システムの開発も続けている。フォードは、フォード・エスケープ、ハイブリッド・エスケープ、マーキュリー・マリナー、マツダ・トリビュートに加え、フォード・フリースタイル、ボルボ・XC70、ボルボ・XC90などの高効率クロスオーバーSUVを販売した。また、フォード・エッジ、リンカーン・MKX、マツダ・CX-7などの新型クロスオーバーSUVも開発した。
フォードはフレックス燃料車、代替燃料車、バイフューエル車のラインアップを拡充した。フレックス燃料車は純粋なガソリンからE85 (エタノール85%、ガソリン15%) に至る混合燃料などさまざまな燃料で走行可能であり、代替燃料車はメタノール、圧縮天然ガス (CNG)、プロパン、水素などの非石油燃料で走行する。 一般的なバイフューエル車は圧縮天然ガスやプロパン用とレギュラーガソリン用の2つの燃料タンクがあり、どちらかを選択するためのセレクタースイッチが付いている。 これらの燃料を使用した車両はタクシーやシャトルバスなどの試験運行が行われ、一部は一般販売されていた。フォードは2006年に25万台の代替燃料車とフレックス燃料車を販売する事を発表していたが、その大部分はE85などのエタノールガソリン混合燃料で走行するように設計されている。
2000年11月にロンドンで開催された会議で、フォードはいつかは自社で車を所有し、人々が必要な時に利用できる様なサービスを提供するかも知れないと提案した。
市場競争、医療、原材料コストを背景に、フォードは4年ぶり2度目の北米事業の再編を発表した。The Way Forwardと呼ばれたフォードの再編計画は、2009年に北米事業で16億ドルの損失を出したが、2010年には黒字化した。

### フォントナリス・パートナーズ
フォードは世界の交通手段のあらゆる面の改善を声を大にして主張して来た。また、世界人口の増加につれ既存のインフラが追いつかなくなれば政府や民間企業は交通インフラや技術を再考する必要があると述べている。2010年1月、 フォードはラルフ・ブース（ブース・アメリカン・カンパニー会長兼CEO、メディア・通信投資家）、マーク・シュルツ（元フォード・モーター・カンパニー国際事業部長）、クリス・チーバー、クリス・トーマスと共同で次世代モビリティソリューションを開発する革新的な企業への投資を目的とした戦略的投資会社「フォントナリス・パートナーズ」の設立を発表した。

## 私生活
フォードはリサ・ヴァンダージー・フォードと結婚しており、夫妻には4人の子供がいる。
フォードは1990年から菜食主義者であり、2010年にはヴィーガニストになっている。